# 圣徒谷
圣徒谷位于库尔达巴德。在十四世纪时几个苏菲派的伊斯兰教教徒定居在这里。这里也是后一位莫卧儿皇帝奥朗则布的陵墓。